# Foixà
Foixà ist eine Gemeinde in der autonomen Region Katalonien in Spanien in der Provinz Girona mit 292 Einwohnern (Stand: 2024). Neben dem Hauptort Foixà gehören die Ortschaften Cuells, (Sant Llorenç de) Les Arenes, els Masos und La Sala.

## Lage
Foixà liegt etwa 15 Kilometer ostnordöstlich von Girona und etwa 95 Kilometer nordöstlich von Barcelona nahe der Costa Brava in einer Höhe von ca. 85 m. Der Río Ter begrenzt die Gemeinde im Norden. Der Flugplatz Foixà befindet sich im Süden der Gemeinde.

## Bevölkerungsentwicklung
| Jahr      | 1970 | 1981 | 1991 | 2001 | 2011 | 2021 |
| Einwohner | 445  | 334  | 301  | 311  | 310  | 297  |

## Sehenswürdigkeiten

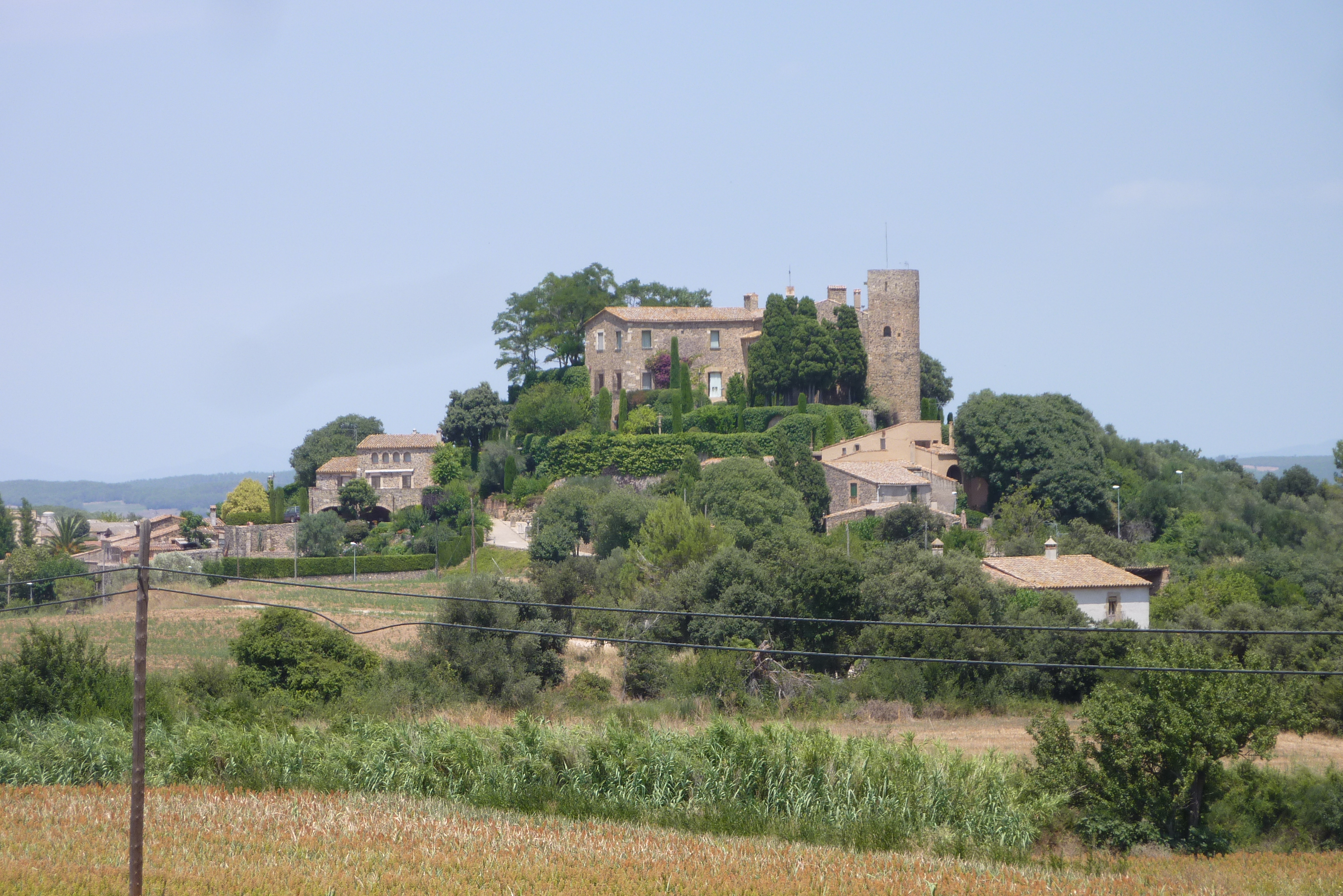
Burganlage von Foixà
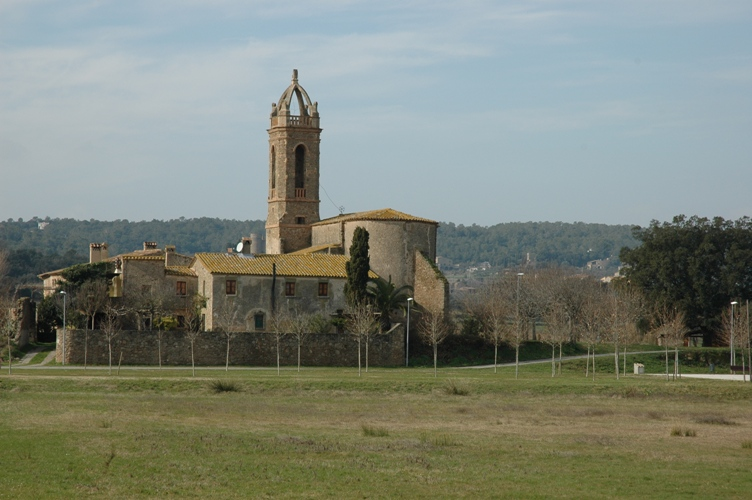
Marienkirche
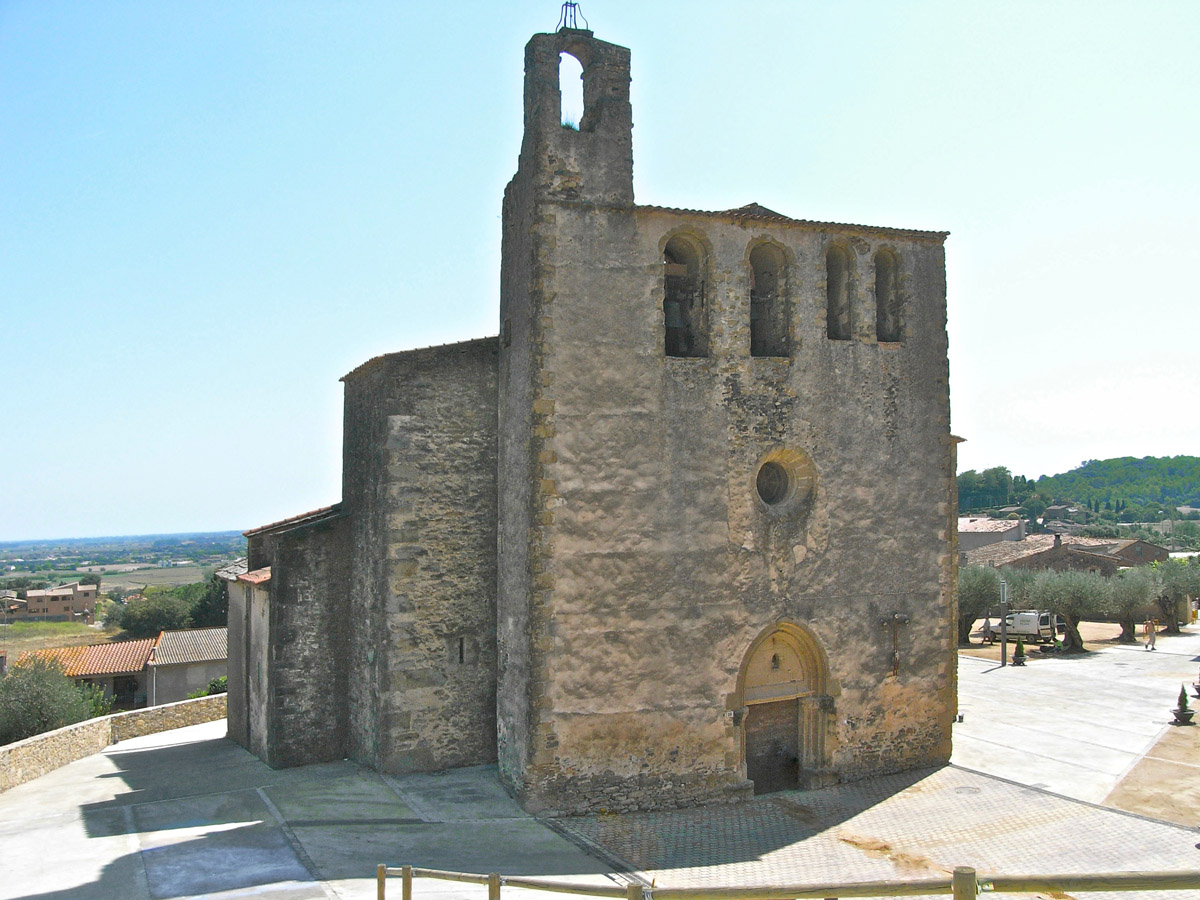
Johanniskirche
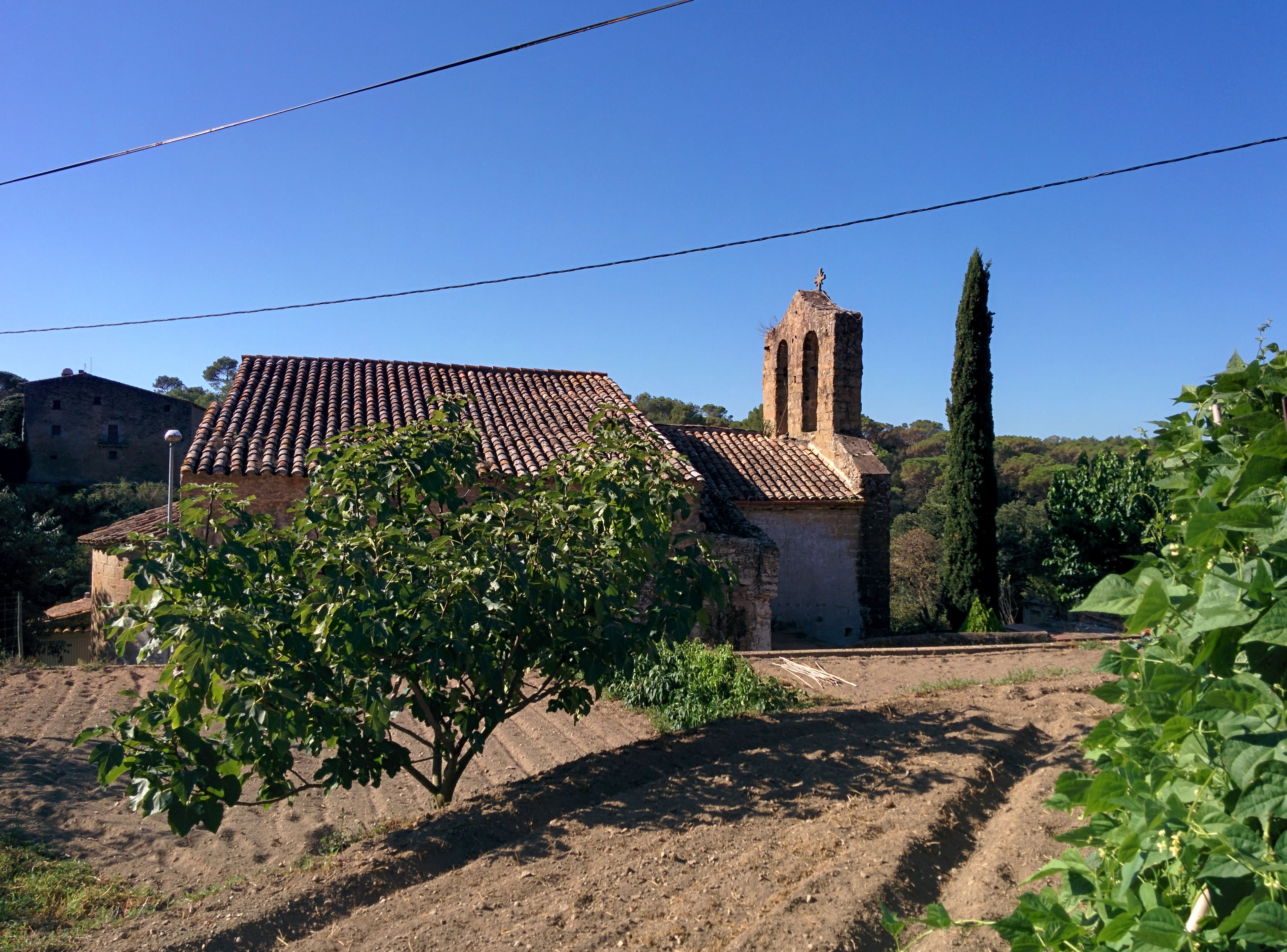
Laurentiuskirche
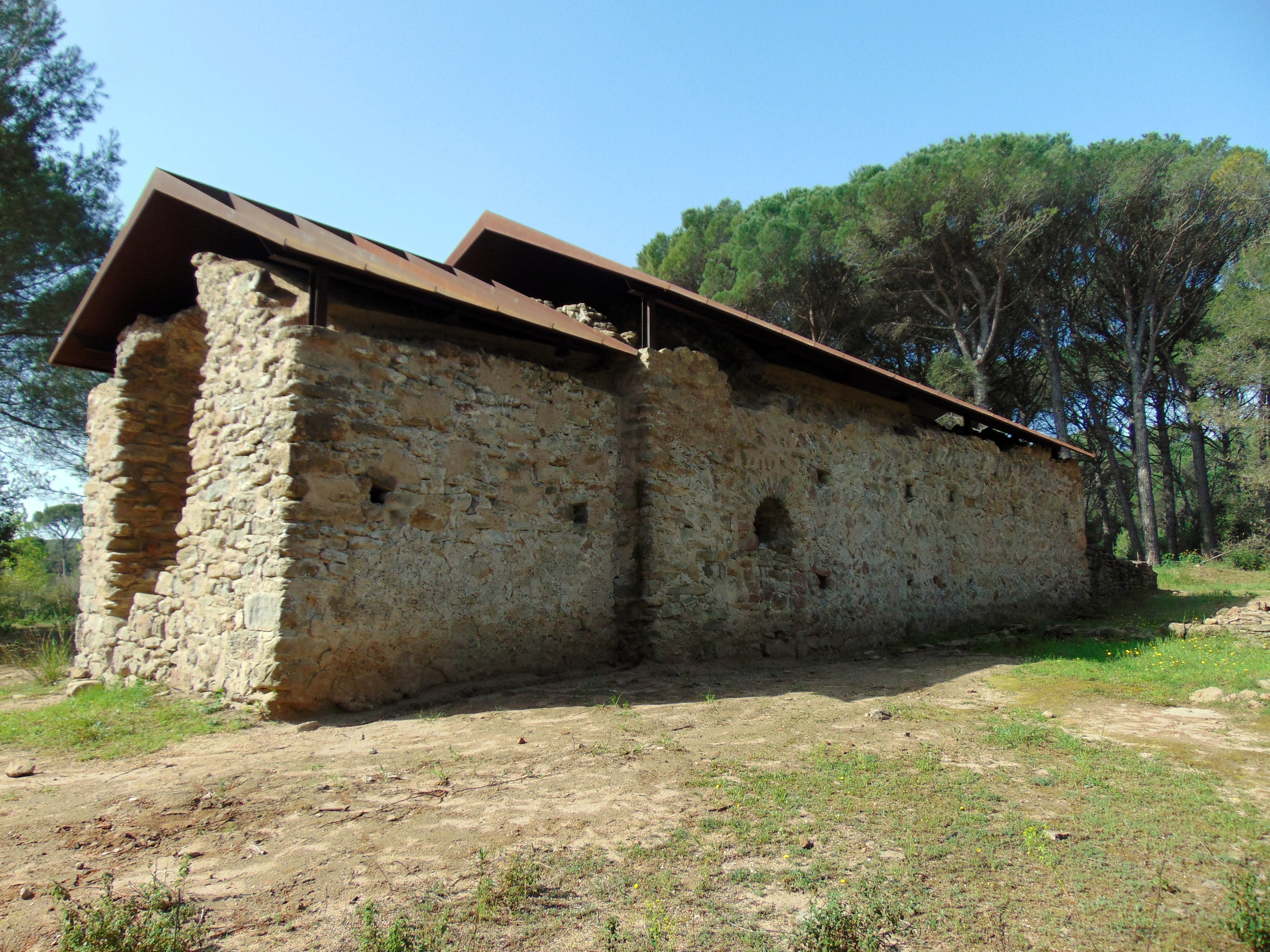
Romanuskapelle

- Marienkirche von Santa Maria de la Sala
- Johanniskirche von Foixà
- Laurentiuskirche von Les Arenes
- Romanuskapelle von Les Arenes

- Burganlage von Foixà
- Marienkirche
- Johanniskirche
- Laurentiuskirche
- Romanuskapelle